# Fläsch
Fläsch je obec ve švýcarském kantonu Graubünden, okresu Landquart. Nachází se v údolí Rýna, asi 19 kilometrů severně od Churu v nadmořské výšce 528 metrů. Žije zde 799 obyvatel.

## Geografie

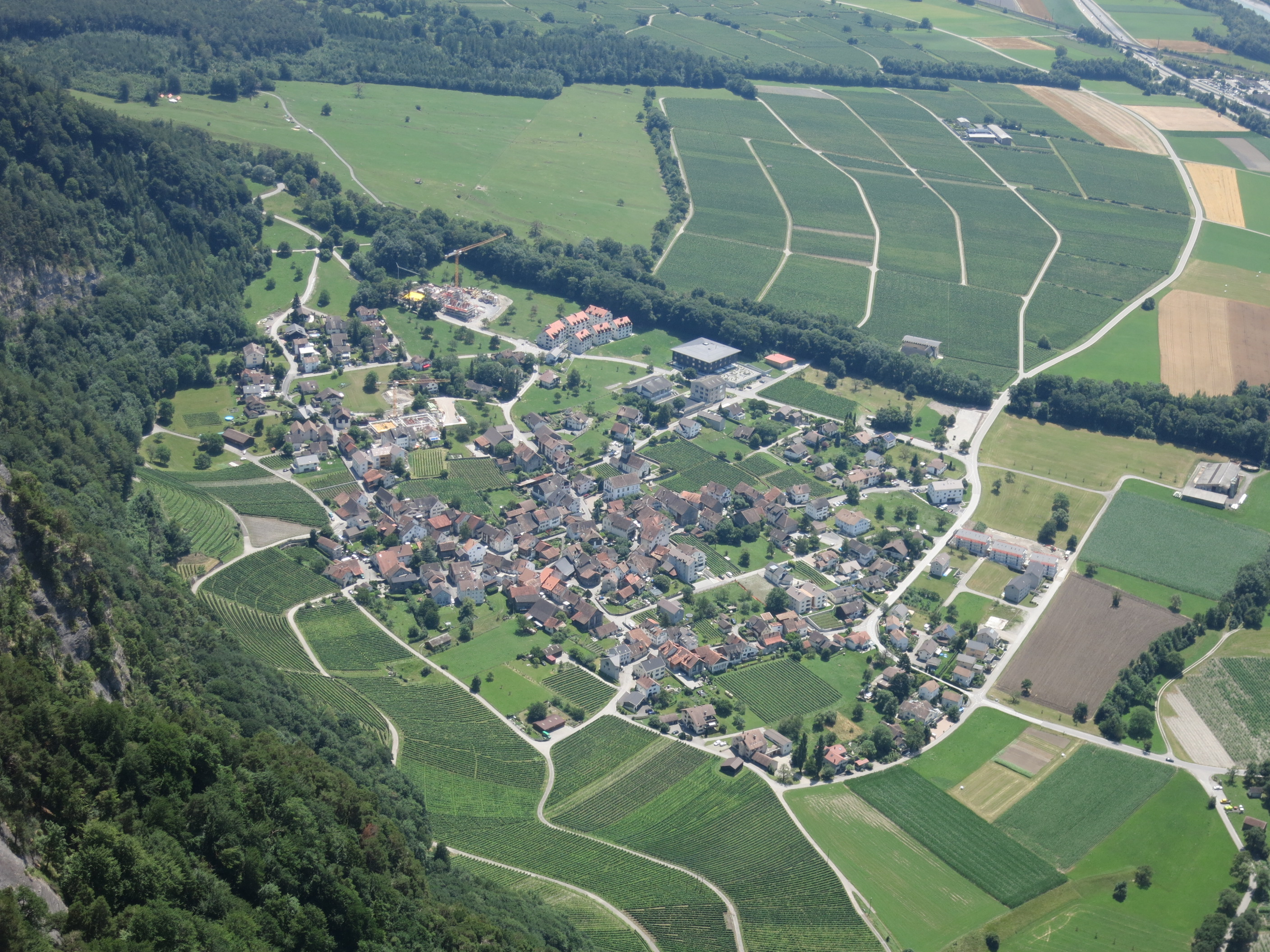
Letecký pohled na Fläsch

Obec je nejsevernější obcí kantonu Graubünden a leží na pravé straně údolí Alpského Rýna na úpatí vrchů Fläscherberg a St. Luzisteig. Z celkové rozlohy obce 1995 ha připadá 874 ha na lesy a lesní pozemky, 705 ha na zemědělskou půdu (včetně vinic), 376 ha na neproduktivní půdu (převážně hory) a 40 ha na zastavěnou plochu. Fläsch sousedí s Maienfeldem, na západě s Bad Ragaz na druhém břehu Rýna v kantonu St. Gallen a na severu s Balzers v Lichtenštejnsku.
Do 23. října 1977 existovala takzvaná Kommunanz, obecní svazek Maienfeld-Fläsch, který patřil společně oběma obcím.

## Historie

Fläsch v roce 1970

Při vykopávkách bylo v lokalitě Matluschkopf odhaleno sídliště z doby bronzové a v lokalitě Parsax domy z rané doby železné. Také byly nalezeny čtyři římské vápenné pece a mince z 1. století n. l.
V roce 831 bylo místo poprvé zmíněno jako Villa Flascae. V raném středověku patřilo k franskému hrabství Unterrätien (Dolní Rhétie), ve vrcholném středověku bylo součástí panství Maienfeld-Fläsch. Ve 14. století byla oblast ovládnuta Alamany. V roce 1436 se Fläsch stal členem Zehngerichtebundu. V roce 1480 je zmiňována kaple zasvěcená svatému Niklasovi, která tehdy patřila pod patronát kláštera Pfäfers. V roce 1509 koupily Fläsch tzv. Tři ligy (Drei Bünde) a obec se stala jejich poddanským sídlem. V roce 1524 Fläsch jako první obec v dnešním Graubündenu přestoupil na protestantskou reformovanou víru a v roce 1569 se oddělil od kostela svatého Amanda v Maienfeldu. Od 16. do konce 18. století byl Fläsch známý také jako lázeňské místo (s příslušným přídomkem v názvu) a byl oblíbený pro svou polohu a dobré víno. V letech 1617–1817 byly několikrát upraveny hranice se sousedním Maienfeldem. V roce 1803 se Fläsch stal samostatnou obcí.
V roce 1850 měl Fläsch 441 obyvatel, poté jejich počet klesl na 383 (1900) a 317 (1970), od té doby opět stoupá a v roce 2000 dosáhl 535 obyvatel. V roce 1979 byla dokončena regulace a úprava pozemků a farmy byly přeorientovány na specializaci na vinařství, chov zvířat nebo ornou půdu. Významné je také lesnictví, ale nejdůležitějším zaměstnáním je od 9. století vinařství.

## Obyvatelstvo
| Vývoj počtu obyvatel | Vývoj počtu obyvatel | Vývoj počtu obyvatel | Vývoj počtu obyvatel | Vývoj počtu obyvatel | Vývoj počtu obyvatel | Vývoj počtu obyvatel | Vývoj počtu obyvatel | Vývoj počtu obyvatel | Vývoj počtu obyvatel | Vývoj počtu obyvatel | Vývoj počtu obyvatel | Vývoj počtu obyvatel | Vývoj počtu obyvatel | Vývoj počtu obyvatel |
| -------------------- | -------------------- | -------------------- | -------------------- | -------------------- | -------------------- | -------------------- | -------------------- | -------------------- | -------------------- | -------------------- | -------------------- | -------------------- | -------------------- | -------------------- |
| Rok                  | 1850                 | 1870                 | 1888                 | 1900                 | 1920                 | 1941                 | 1970                 | 2000                 | 2004                 | 2006                 | 2008                 | 2017                 | 2020                 |                      |
| Počet obyvatel       | 441                  | 462                  | 408                  | 383                  | 421                  | 417                  | 317                  | 535                  | 586                  | 602                  | 590                  | 774                  | 827                  |                      |

Mezi lety 1850 a 1870 počet obyvatel mírně vzrostl, aby pak do roku 1900 ve dvou etapách prudce klesl (1870–1900: -17 %). Poté následovala dvacetiletá fáze růstu. V letech 1941–1970 došlo k masivnímu odlivu obyvatelstva; počet obyvatel dosáhl nového minima roku 1970 (1941–1970: -24 %). Od té doby počet obyvatel neustále a výrazně roste (1970–2004: +85 %).

### Jazyky
Obyvatelstvo obce, které v raném středověku mluvilo rétorománsky, bylo již ve 14. století germanizováno alemanskými přistěhovalci. Úředním jazykem obce je němčina. Kromě jazyků uvedených v tabulce uvedlo v roce 2000 sedm osob jako svůj hlavní jazyk portugalštinu a tři angličtinu.
| Jazyky ve Fläsch |                   |                   |                   |                   |                   |                   |
| Jazyk            | Sčítání lidu 1980 | Sčítání lidu 1980 | Sčítání lidu 1990 | Sčítání lidu 1990 | Sčítání lidu 2000 | Sčítání lidu 2000 |
| Jazyk            | Počet             | Podíl             | Počet             | Podíl             | Počet             | Podíl             |
| Němčina          | 339               | 97,41 %           | 400               | 96,39 %           | 519               | 97,01 %           |
| Rétorománština   | 5                 | 1,44 %            | 2                 | 0,48 %            | 4                 | 0,75 %            |
| Počet obyvatel   | 348               | 100 %             | 415               | 100 %             | 535               | 100 %             |

## Hospodářství

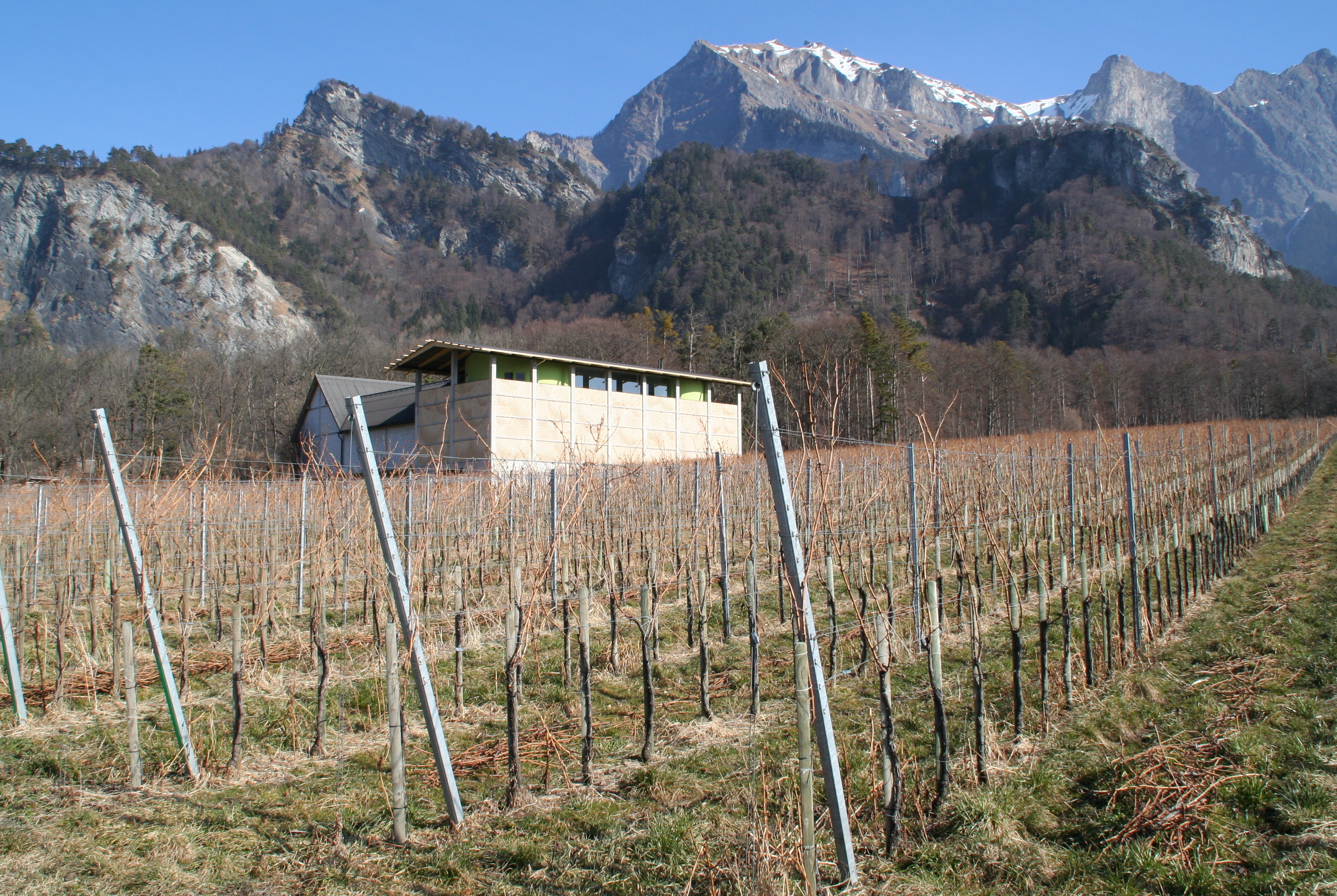
Vinice ve Fläsch

Navzdory tomu, co naznačuje obecní znak, není Fläsch obcí, v níž by převažovalo pěstování obilí. Jde sice převážně o zemědělskou obec, avšak hlavním zaměstnáním je vinařství. 16 farem obhospodařuje přibližně 48 hektarů vinic, z nichž 80 % je osázeno odrůdou Pinot Noir.

## Doprava
Fläsch je spojen s Bad Ragazem a Landquartem linkou poštovního autobusu č. 450, která jej napojuje na síť veřejné dopravy. Vlakem Švýcarských spolkových drah (SBB) lze jet na nádraží Maienfeld nebo Bad Ragaz a zde přestoupit na autobus. Na dálniční síť je možné se napojit také přes exit 13 (Maienfeld) nebo Bad Ragaz na dálnici A13 (St. Margrethen – Chur – Bellinzona), která vede nedaleko od obce.
Fläsch je cílem Nordbündner Weinwanderweg, vinařské stezky, vedoucí severním Graubündenem a začínající v Churu.